# Cappella Virgo Potens
La cappella Virgo Potens o cappella di Nostra Signora delle Vittorie è un luogo di culto cattolico situato nella località di Miera nel comune di Sassello, in provincia di Savona.

## Storia e descrizione
Costruita a partire dal 1881, fu benedetta nel 1885. Una copia dell'atto di benedizione è conservato all'interno del piccolo edificio. In essa si legge la raccomandazione del vescovo di non svolgere cerimonie pomeridiane per evitare, essendo la cappella fuori dal paese, eccessi di baldorie.
L'edificio, illuminato in facciata da due piccole finestrelle e da un rosone a mezzaluna, è dotato di tutto il necessario per le funzioni religiose che non avvengono più da tempo immemorabile.